# Caroline Seger
Caroline Seger (nascida em 1985, em Helsingborg) é uma futebolista sueca, que atua como meia (pt: média). 
Jogou por vários clubes, entre os quais o Linköpings FC, o LdB FC Malmö, o Western New York Flash, o Tyresö FF, o Paris Saint-Germain e o Lyon. 
Atualmente (2023), joga pelo FC Rosengård (Suécia), clube sediado na cidade de Malmö na Suécia. 
Integra a Seleção Sueca de Futebol Feminino desde 2005. 
É a jogadora da Suécia e da Europa que participou em mais encontros internacionais entre seleções. 

## Carreira
Caroline Seger integrou a  Seleção Sueca de Futebol Feminino na Copa do Mundo de Futebol Feminino de 2023, tendo a Suécia ficado em 3.º lugar, e conquistado a medalha de bronze.

## Clubes
Jogou por vários clubes: 
- Western New York Flash (2011)
- Tyresö FF (2012-2014)
- Paris Saint-Germain (2014-2016)
- Lyon (2016-2017)
- FC Rosengård (2017-)

## Títulos
Caroline Seger conquistou vários títulos durante a sua carreira desportiva: 
- Campeonato Sueco de Futebol Feminino -  2009,  2011,   2012
- Copa da Suécia de Futebol Feminino –  2006,  2008,   2009
- Supercopa da Suécia de Futebol Feminino -  2009,  2011
- Liga de futebol feminino dos Estados Unidos -  2011
- Jogos Olímpicos – Futebol feminino –  2016,  2020
- Copa do Mundo de Futebol Feminino -  2011,  2019,  2023
- Algarve Cup –  2009,  2018,  2022
- Campeonato Francês de Futebol Feminino –  2016/2017
- Copa de França –  2017

## Prémios
- Bola Diamante (Diamantbollen) - 2009, 2019 [1]